# Région Pays de la Loire Tour
Il Région Pays de la Loire Tour, fino al 2022 noto come Circuit Cycliste Sarthe-Pays de la Loire è una corsa a tappe maschile di ciclismo su strada che si svolge nei Paesi della Loira, in Francia, ogni anno nel mese di aprile. Dal 2005 fa parte del calendario UCI Europe Tour come prova di classe 2.1.

## Storia
Tale corsa fu fondata nel 1953 sotto l'impulso di Fernand Bocage, del giornale Le Maine libre, e, fino al 1963, rimase una corsa nazionale riservata ai dilettanti. Dal 1964 divenne una prova internazionale, sempre riservata ai dilettanti, mentre dal 1975 divenne un evento "open", aperto sia ai professionisti che ai dilettanti. Dal 2005 è stato inserito nel calendario UCI Europe Tour.
Nel 2022 gli organizzatori annunciarono che, a partire dal 2023, la corsa avrebbe cambiato denominazione in Région Pays de la Loire Tour..

## Albo d'oro
Aggiornato all'edizione 2025.
| Anno                         | Vincitore                             | Secondo                               | Terzo                                 |
| Circuit Cycliste Sarthe      | Circuit Cycliste Sarthe               | Circuit Cycliste Sarthe               | Circuit Cycliste Sarthe               |
| ---------------------------- | ------------------------------------- | ------------------------------------- | ------------------------------------- |
| 1953                         | Jacky Hays                            | Roland Danguillaume                   | J. Danguillaume                       |
| 1954                         | Bernard Fournières                    | Roger Provost                         | Albert Ravier                         |
| 1955                         | André Bernard                         | Christian Futol                       | R. Verdenal                           |
| 1956                         | Jean Danguillaume                     | Yves Fayon                            | Poulain                               |
| 1957                         | Raymond Guérin                        | Georges Dubois                        | M. Lebris                             |
| 1958                         | Jean Danguillaume                     | André Perty                           | Jean Jeugnet                          |
| 1959                         | Jean Danguillaume                     | Bachteel                              | Jacques Simon                         |
| 1960                         | André Foucher                         | René Fagault                          | Jean-Yves Trolez                      |
| 1961                         | Jean Jeugnet                          | Jean Claude Sevin                     | Bellon                                |
| 1962                         | Domingo Ferrer                        | Yves Gougault                         | Pierre Matignon                       |
| 1963                         | Claude Juin                           | Michel Bechet                         | Jean Cosseron                         |
| 1964                         | Jean Cosseron                         | Yves Gougault                         | Daniel Heck                           |
| 1965                         | José Manuel López                     | Jose Suria                            | Mariano Díaz                          |
| 1966                         | Pierre Matignon                       | Serge Bolley                          | Jean-Louis Jagueneau                  |
| 1967                         | Guy Grimbert                          | Fernand Maurice                       | Gérard Swertvaeger                    |
| 1968                         | Guy Grimbert                          | Jacques Botherel                      | Yves Ravaleu                          |
| 1969                         | Ryszard Szurkowski                    | Patrice Testier                       | Tino Tabak                            |
| 1970                         | Claude Lechatelier                    | Ryszard Szurkowski                    | Zbigniew Gorski                       |
| 1971                         | Vladislav Nelyubin                    | Christiaens                           | Krzyztof Stec                         |
| 1972                         | Régis Ovion                           | Claude Aigueparses                    | Marcel Duchemin                       |
| 1973                         | Nikolaj Gorelov                       | Ryszard Szurkowski                    | Joël Hauvieux                         |
| 1974                         | Ivan Skosirev                         | Alain Meunier                         | Aavo Pikkuus                          |
| 1975                         | Bernard Hinault                       | Jan Brzezny                           | Jean-Claude Misac                     |
| 1976                         | Bernard Hinault                       | Yves Hézard                           | Yvon Bertin                           |
| 1977                         | Aavo Pikkuus                          | Gregor Braun                          | Jan Brzezny                           |
| 1978                         | Bernd Drogan                          | Yvon Bertin                           | Mariano Martínez                      |
| 1979                         | Christian Muselet                     | Michael Klasa                         | Aavo Pikkuus                          |
| 1980                         | Greg LeMond                           | Ladislav Ferebauer                    | Jan Jankiewicz                        |
| 1981                         | Jurij Barinov                         | Ivan Miščenko                         | Charkid Zagretdinov                   |
| 1982                         | Ivan Miščenko                         | Milan Jurčo                           | Anatoli Yarkin                        |
| 1983                         | Pascal Jules                          | Claude Moreau                         | Jérôme Simon                          |
| 1984                         | Claude Moreau                         | Yvan Lamote                           | Régis Clère                           |
| 1985                         | Pascal Jules                          | Ronan Pensec                          | Viktor Demidenko                      |
| 1986                         | Didier Garcia                         | Daniel Wyder                          | John Talen                            |
| 1987                         | Pëtr Ugrumov                          | Pascal Lance                          | Kurt Steinmann                        |
| 1988                         | Thierry Marie                         | Vjačeslav Ekimov                      | Jean-Claude Colotti                   |
| 1989                         | Thierry Laurent                       | Vjačeslav Ekimov                      | Gilbert Duclos-Lassalle               |
| 1990                         | Dmitrij Ždanov                        | Michel Vermote                        | Thierry Marie                         |
| 1991                         | Bruno Cornillet                       | Armand de Las Cuevas                  | Jean-Philippe Dojwa                   |
| 1992                         | Jean-François Bernard                 | Philippe Bouvatier                    | Robert Forest                         |
| 1993                         | Jean-François Bernard                 | Laurent Bezault                       | Thierry Dupuy                         |
| 1994                         | Stéphane Heulot                       | Laurent Brochard                      | Erwin Thijs                           |
| 1995                         | Thierry Marie                         | Patrick Jonker                        | Pascal Lance                          |
| 1996                         | Adriano Baffi                         | Mariano Rojas                         | Stéphane Heulot                       |
| 1997                         | Melchor Mauri                         | Pascal Lino                           | Tony Rominger                         |
| 1998                         | Melchor Mauri                         | Marc Streel                           | Jaan Kirsipuu                         |
| 1999                         | Steffen Kjærgaard                     | Gilles Maignan                        | Jens Voigt                            |
| 2000                         | David Cañada                          | Jens Voigt                            | Laurent Brochard                      |
| 2001                         | David Millar                          | Anthony Morin                         | Franck Bouyer                         |
| 2002                         | Didier Rous                           | Bradley McGee                         | Arturas Kasputis                      |
| 2003                         | Carlos Da Cruz                        | Aleksej Sivakov                       | Laurent Brochard                      |
| 2004                         | Thomas Löfkvist                       | Franck Bouyer                         | Ronny Scholz                          |
| 2005                         | Sylvain Chavanel                      | Markus Fothen                         | Volodymyr Bileka                      |
| 2006                         | Stefan Schumacher                     | Serhij Hončar                         | Brian Vandborg                        |
| 2007                         | Andreas Klöden                        | Nicolas Vogondy                       | Volodymyr Duma                        |
| 2008                         | Thomas Voeckler                       | Christian Vande Velde                 | Tiziano Dall'Antonia                  |
| 2009                         | David Le Lay                          | Enrico Rossi                          | Benoît Vaugrenard                     |
| 2010                         | Luis León Sánchez                     | Tiago Machado                         | Julien Simon                          |
| 2011                         | Anthony Roux                          | Blel Kadri                            | David Millar                          |
| 2012                         | Luke Durbridge                        | Manuele Boaro                         | Nélson Oliveira                       |
| 2013                         | Pierre Rolland                        | Jan Bárta                             | Tobias Ludvigsson                     |
| 2014                         | Ramūnas Navardauskas                  | Rohan Dennis                          | Julien Simon                          |
| 2015                         | Ramūnas Navardauskas                  | Manuele Boaro                         | Adriano Malori                        |
| 2016                         | Marc Fournier                         | Jérôme Coppel                         | Juan José Lobato                      |
| 2017                         | Lilian Calmejane                      | Arthur Vichot                         | Jonathan Castroviejo                  |
| 2018                         | Guillaume Martin                      | Xandro Meurisse                       | Justin Jules                          |
| 2019                         | Alexis Gougeard                       | Quentin Pacher                        | Oscar Riesebeek                       |
| 2020                         | annullata per la Pandemia di COVID-19 | annullata per la Pandemia di COVID-19 | annullata per la Pandemia di COVID-19 |
| 2021                         | annullata per la Pandemia di COVID-19 | annullata per la Pandemia di COVID-19 | annullata per la Pandemia di COVID-19 |
| 2022                         | Olav Kooij                            | Benoît Cosnefroy                      | Xandro Meurisse                       |
| Région Pays de la Loire Tour |                                       |                                       |                                       |
| 2023                         | Alexander Kamp                        | Fredrik Dversnes                      | Valentin Ferron                       |
| 2024                         | Marijn van den Berg                   | Ewen Costiou                          | Fredrik Dversnes                      |
| 2025                         | Kévin Vauquelin                       | Alexandre Delettre                    | James Shaw                            |